# Olympische Sommerspiele 2008/Rhythmische Sportgymnastik
Bei den 29. Olympischen Spielen 2008 in Peking wurden zwei Wettbewerbe in der Rhythmischen Sportgymnastik ausgetragen. Austragungsort war die Polytechnische Universität Peking. Es gab Medaillen für die Damen im Vierkampf und mit der Gruppe. Es nahmen 24 Einzelstarterinnen und zwölf Gruppen mit jeweils sechs Starterinnen an den Olympischen Spielen teil.

## Qualifikationskriterien
Eine Nation durfte in der Sportgymnastik maximal acht Teilnehmerinnen nach Peking entsenden, zwei Einzelstarterinnen und eine sechsköpfige Gruppe.
Zwölf Startplätze für den Einzelwettbewerb gingen an die NOKs der besten Zwölf bei den Weltmeisterschaften 2007 im Mehrkampf. Weitere acht Plätze gingen an die NOK der Sportlerinnen auf den Plätzen 13 bis 20, wobei hier maximal eine Starterin pro Nation nominiert werden konnte. Weitere drei Startplätze gingen an die Gastgebernation und eventuell nicht vertretene Kontinente, ein letzter wurde per Wildcard vergeben.
Für die Entscheidung im Gruppenwettbewerb qualifizierten sich die zehn besten Teams der WM 2007, hinzu kam die Gastgebernation China und, sofern nicht mindestens drei Kontinente sich direkt qualifiziert haben, an das bei der WM bestplatzierte Team eines noch nicht vertretenen Erdteils. Falls China sich nicht automatisch qualifizierte oder Nationen aus mindestens drei Kontinenten die Qualifikation schafften, wurden die restlichen beiden Startplätze an das elft- beziehungsweise zwölftplatzierte Team der WM vergeben.

## Qualifikation

### NOKs mit zwei Starterinnen im Einzelwettbewerb
| - Russland - Belarus - Bulgarien | - Israel - Aserbaidschan - Ukraine |

### NOKs mit einer Starterin im Einzelwettbewerb
| - Kanada - Spanien - Griechenland - Südkorea - Usbekistan - Österreich | - Estland - Polen - Volksrepublik China - Australien - Südafrika |

### Qualifizierte Gruppen
| - Russland - Italien - Belarus - Bulgarien - Spanien - Israel | - Japan - Ukraine - Volksrepublik China - Aserbaidschan - Brasilien - Griechenland |

## Ergebnisse

### Einzel
| Platz | Land | Sportlerin         | Punkte |
| ----- | ---- | ------------------ | ------ |
| 1     | RUS  | Jewgenija Kanajewa | 75,500 |
| 2     | BLR  | Ina Schukawa       | 71,925 |
| 3     | UKR  | Hanna Bessonowa    | 71,875 |
| 4     | RUS  | Olga Kapranowa     | 71,700 |
| 5     | KAZ  | Älija Schüssipowa  | 69,800 |
| 6     | AZE  | Aliyə Qarayeva     | 69,675 |
| 7     | UKR  | Natalija Hodunko   | 68,850 |
| 8     | ESP  | Almudena Cid       | 68,100 |

Datum: 23. August 2008, 18:00 Uhr

### Gruppe
| Platz | Land | Sportlerinnen | Punkte |
| ----- | ---- | --- | ------ |
| 1     | RUS  | Margarita Alijtschuk Anna Gawrilenko Tatjana Gorbunowa Jelena Possewina Darja Schkurichina Natalja Sujewa            | 35,550 |
| 2     | CHN  | Cai Tongtong Chou Tao Lu Yuanyang Sui Jianshuang Sun Dan Zhang Shuo                                                  | 35,225 |
| 3     | BLR  | Alessja Babuschkina Anastassija Iwankowa Sinaida Lunina Hlafira Marzinowitsch Ksenija Sankowitsch Alina Tumilowitsch | 34,900 |
| 4     | ITA  | Elisa Blanchi Fabrizia D’Ottavio Marinella Falca Daniela Masseroni Elisa Santoni Angelica Savrayuk                   | 34,425 |
| 5     | BUL  | Zweta Kussewa Sorniza Marinowa Jolita Manolowa Maja Paunowska Joanna Tatschewa Tatjana Tongowa                       | 33,550 |
| 6     | ISR  | Alona Dvornichenko Katerina Pisetsky Maria Savenkov Rachel Vigdorchick Veronika Vitenberg                            | 32,100 |
| 7     | AZE  | Anna Bitiyeva Vəfa Hüseynova Dina Qorina Anastasiya Prasolova Alina Tryopina Valeriya Yeqay                          | 31,575 |
| 8     | UKR  | Alina Maksymenko Krystyna Tscherepjenina Olena Dmytrasch Wira Perederij Wita Subtschenko Julija Slobodjan            | 31,100 |

Datum: 24. August 2008, 11:00 Uhr

## Medaillenspiegel
| Platz | Land                | G | S | B | Gesamt |
| ----- | ------------------- | - | - | - | ------ |
| 1     | Russland            | 2 | – | – | 2      |
| 2     | Belarus             | – | 1 | 1 | 2      |
| 3     | Volksrepublik China | – | 1 | – | 1      |
| 4     | Ukraine             | – | – | 1 | 1      |